# HK R8手動步槍
HK R8（英語：Heckler & Koch R8）是一款由德国槍械製造商黑克勒&科赫（H&K）在1995年以推出的現代化突击步枪—HK G36改造而成的手動民用運動型步枪。可發射比賽等級的.223 Remington或5.56×45毫米北約口徑制式步枪子彈，並且以10發SL8的可拆卸式透明塑料彈匣用作其供彈方式。
HK R8和HK SL8相反，並非HK G36突擊步槍的半自動民用型版本，而是HK SL8的手動民用型版本。因此並無使用來自G36的短行程活塞傳動型氣動式、斯通納式轉拴式槍栓等的系統。

## 設計及歷史
HK R8和HK SL8外表上十分相似，並且有著黑色或灰色選擇。而最大區別就是無半自動射擊功能，射擊後必須以手動的方式拉動拉機柄以完成子彈送入膛室與將使用過的彈槍機退出膛室的動作。這種SL8的衍生型是特別銷售至允許運動射擊及狩獵但是國家槍支管制的法律監管比較嚴格的國家，例如英国、澳大利亚和加拿大。
在2008年4月，在維多利亞州政府決定，禁止HK R8在該州內出售，並聲稱該步槍可輕易轉換為半自動甚至全自動射擊。黑克勒&科赫反駁，認為這種說法有爭議，並且指出R8槍機已經過徹底的修改，使得其只是一枝手動步槍。
直到一年以後（2009年4月），維多利亞州政府專員重新將HK R8歸類為“D類別”。這使得R8在維多利亞州法律上和任何發射中央式底火子彈的半自動步槍為一樣的類別。

## 資料來源
1. ↑  .   [2009-07-24]. （原始内容存档于2009-03-21）.
2. ↑  .   [2009-07-24]. （原始内容存档于2011-06-15）.

## 外部連結
- （英文）—HK Australia R8 Technical Specifications